# Телхин
Телхин (на старогръцки: Τελχίν, Telchin, Telchis) в гръцката митология е син на Европ, внук на Егиалей и правнук на Инах и цар на Сикион през 21 век пр.н.е.
Заедно с Телксион той убива царя на Аргос, Апис, синът на чичо му Фороней, и така пречи на завладяването на целия Пелопонес от него. Смъртта е отмъстена по-късно от великана Аргус Паноптес, който убива Телхин и Телксион. На трона на Сикион Телхин е последван от неговия син Апис.